# Walla Walla (États-Unis)
Pour les articles homonymes, voir Walla Walla.
Walla Walla est une ville des États-Unis située dans l'État de Washington, siège du comté du même nom. Selon le recensement de 2000, la ville était peuplée de 29 686 habitants. Walla Walla est située dans le sud est de l'État, approximativement à cinq heures de bus de Seattle et à 10 km de la frontière avec l'Oregon.
Walla Walla est connue localement pour ses oignons doux et est un lieu de passage populaire pour la dégustation de vin.
La ville est aussi le siège du pénitencier d'État de l’État de Washington.

## Histoire
Walla Walla était un poste de traite connu au XIXe siècle sous le nom de Fort Nez-Percés.

## Églises
- Zion Lutheran Church
- First Congregational Church
- Adventist Church
- First Presbyterian Church
- St. Paul Episcopal Church
- Blue Mountain Community Church
- Holy Trinity Church
- Mission Church
- Moment Church
- Grace Church
- University Church
- College Church

## Personnalités liées à la ville
- Ralph Philip Boas (1912-1992), né à Walla Walla, était un mathématicien américain
- Robert N. Bradbury (1886-1949), né à Walla Walla, était un réalisateur, scénariste, producteur, compositeur, acteur et monteur américain
- Ralph Cordiner (1900-1973), né à Walla Walla, était un homme d'affaires américain
- Henri Rochat (1828-1907), Suisse de la vallée de Joux émigré aux États-Unis en 1852, après plusieurs établissements successifs, il s’installe définitivement à Walla Walla[1].
- Gladys Ingle (1899 - 1981) aviatrice
- Kenneth Rush (1910–1994), était un ambassadeur américain
- Connor Trinneer (1969-) né à Walla Walla, est un acteur américain
- Jonathan Mayhew Wainwright IV (1883-1953, né à Walla Walla, était un général américain au commandement des forces alliées aux Philippines lors de l'invasion de l'archipel par le Japon durant la Seconde Guerre mondiale
- Ferris Webster (1912-1989), né à Walla Walla, était un monteur américain
- Adam West (1928-2017), né à Walla Walla, était un acteur américain, célèbre pour avoir incarné Batman
- Hamza Yusuf (1958- ), né Mark Hanson à Walla Walla, est un universitaire américain